# Gaspar Lefebvre
Pour les articles homonymes, voir Lefebvre.
Dom Gaspar Lefebvre, né Pierre Gaspard Joseph Lefebvre à Lille le 17 juin 1880 et mort à l'abbaye Saint-André de Bruges le 16 avril 1966, est un moine bénédictin de l'abbaye Saint-André de Bruges, auteur d'un des missels pour fidèles les plus distribués en France et en Belgique au cours du XXe siècle.

## Biographie

### Jeunesse et orientation missionnaire
Né à Lille, sixième d'une famille de dix enfants d'un industriel prospère, Paul Lefebvre, et d'Hélène Desurmont, il fréquente l'école des Jésuites de Lille. Lorsque cette école ferme en raison des lois anticléricales françaises, il continue ses études à l'école abbatiale de Maredsous en Belgique, où il est fortement influencé par le recteur, Gérard van Caloen.
En 1899, il devient novice à l'abbaye de Maredsous et prend Gaspar comme nom religieux. Il étudie la théologie à Louvain sous la direction de Dom Columba Marmion et est ordonné prêtre en 1904. Il part pour l'abbaye de Rio de Janeiro en 1906, avec l'intention de consacrer sa vie à l'œuvre missionnaire. En 1910, il retourne en Europe en raison de problèmes de santé. À son retour au Brésil en 1911, il se voit confier la remise en état et la restauration de l'ancienne abbaye de Parahyba. C'est une tâche difficile à laquelle s'oppose fortement l'évêque local.

### La Mission à travers la Liturgie - L'abbaye Saint André de Bruges
En 1914, il retourne en Europe pour régler l'héritage de son défunt père, ainsi que pour chercher de nouvelles ressources financières et des travailleurs supplémentaires. Il est surpris par la guerre et part vivre avec une de ses sœurs à Tourcoing. Il commence ce qui va devenir l'œuvre de sa vie : la promotion d'une liturgie active et l'implication des fidèles au cours de la messe. Il commence à publier des brochures consacrées aux différents aspects de l'année liturgique.
Après la guerre, lorsque l'abbaye brésilienne de Parahyba est fermée et vendue, Lefèbvre est admis à l'abbaye Saint-André près de Bruges et reçoit tout le soutien de l'abbé Théodore Nève pour développer ses activités en rapport avec la promotion de la liturgie. Il se lance alors dans une vaste entreprise de publication de missels.

### LeMissel Quotidien et Vespéral
En 1920, paraît le Missel Quotidien et Vespéral (avec une version pour la France et une pour la Belgique). Imprimé sur papier bible et publié par l'Apostolat liturgique qu'il a lui-même fondé, les missels sont imprimés et distribués par la Société de Saint Augustin de l'éditeur brugeois Desclée de Brouwer. Dans le missel de 1820 pages, tous les textes liturgiques, outre le latin, sont également publiés en langue vernaculaire, accompagnés de nombreuses informations complémentaires. La traduction est celle de Fillion. Les missels sont illustrés par René De Cramer (Aalter, 23 décembre 1876 - Gand, 15 novembre 1951).

Missel Quotidien et Vespéral de Dom Gaspar Lefebvre, 1921, 1ère édition
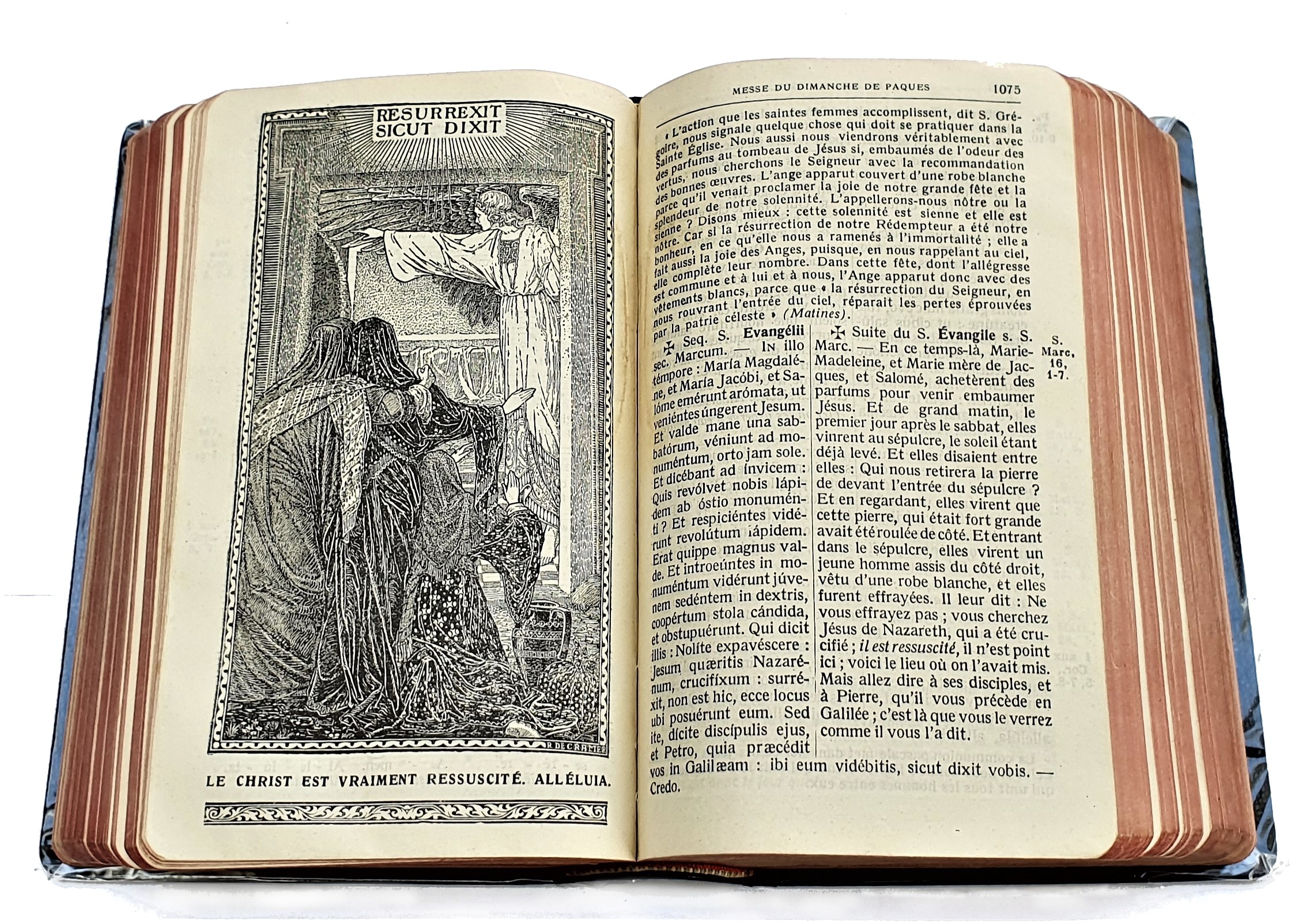
Missel ouvert
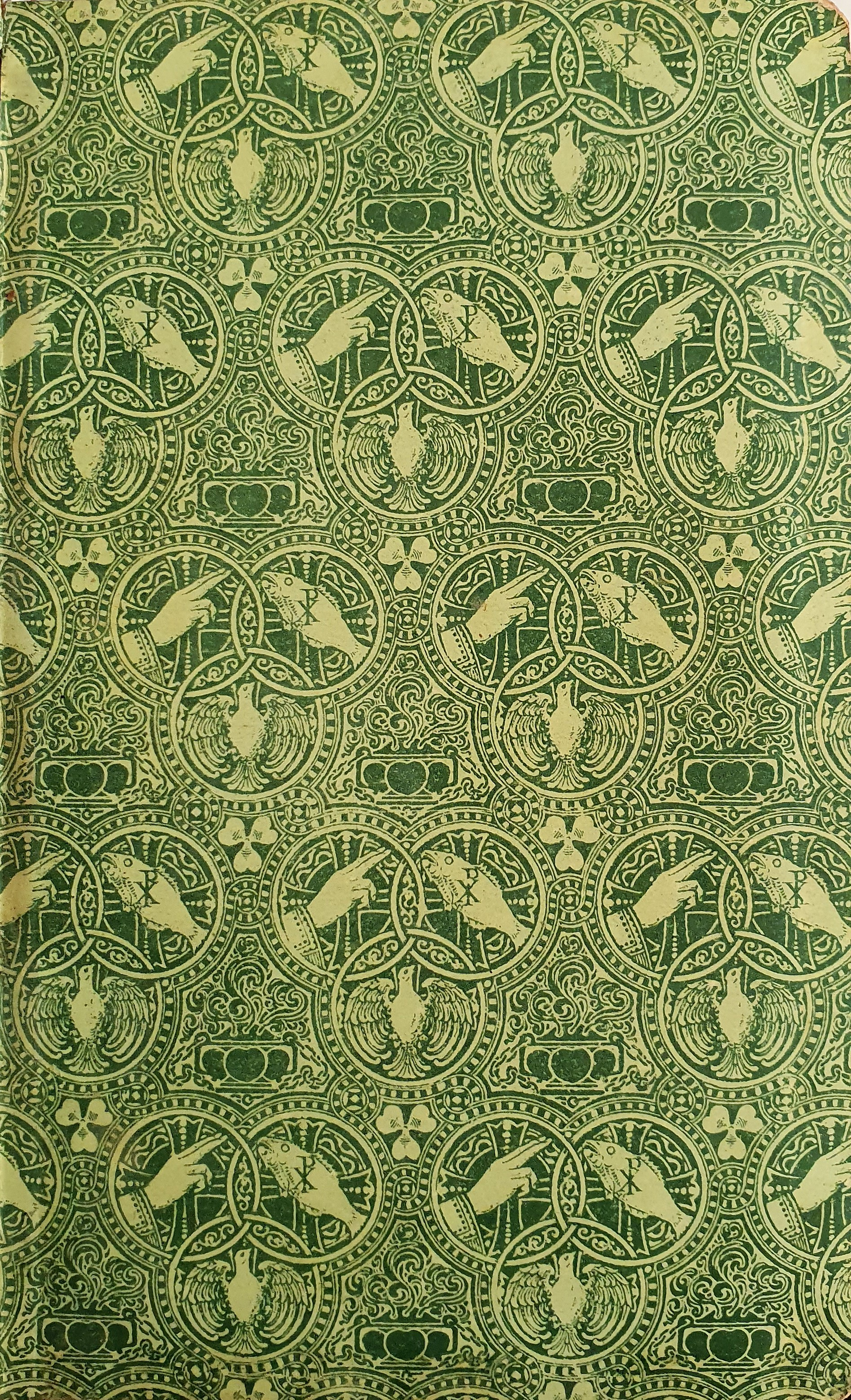
Page de garde couleur
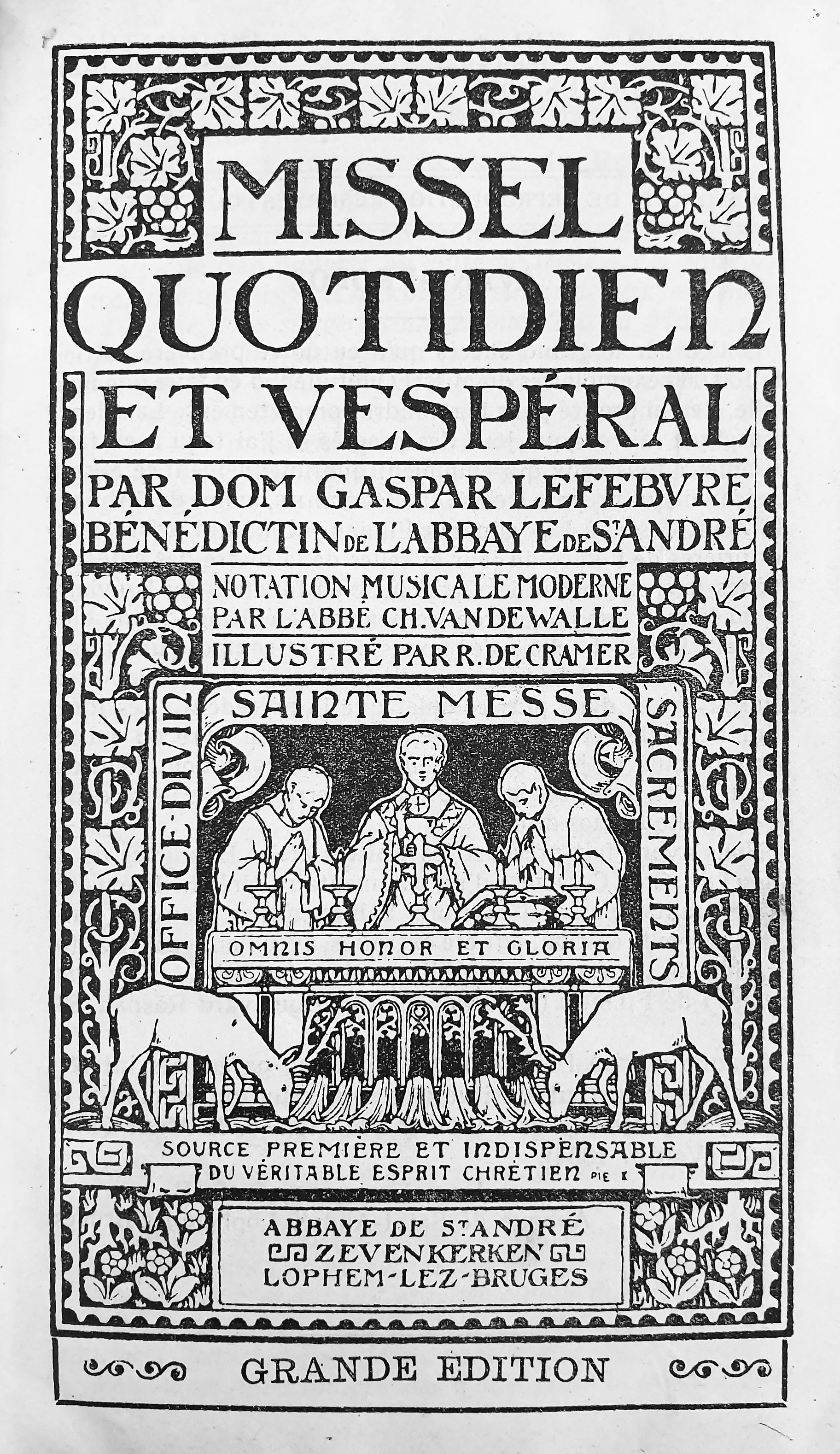
Page de titre
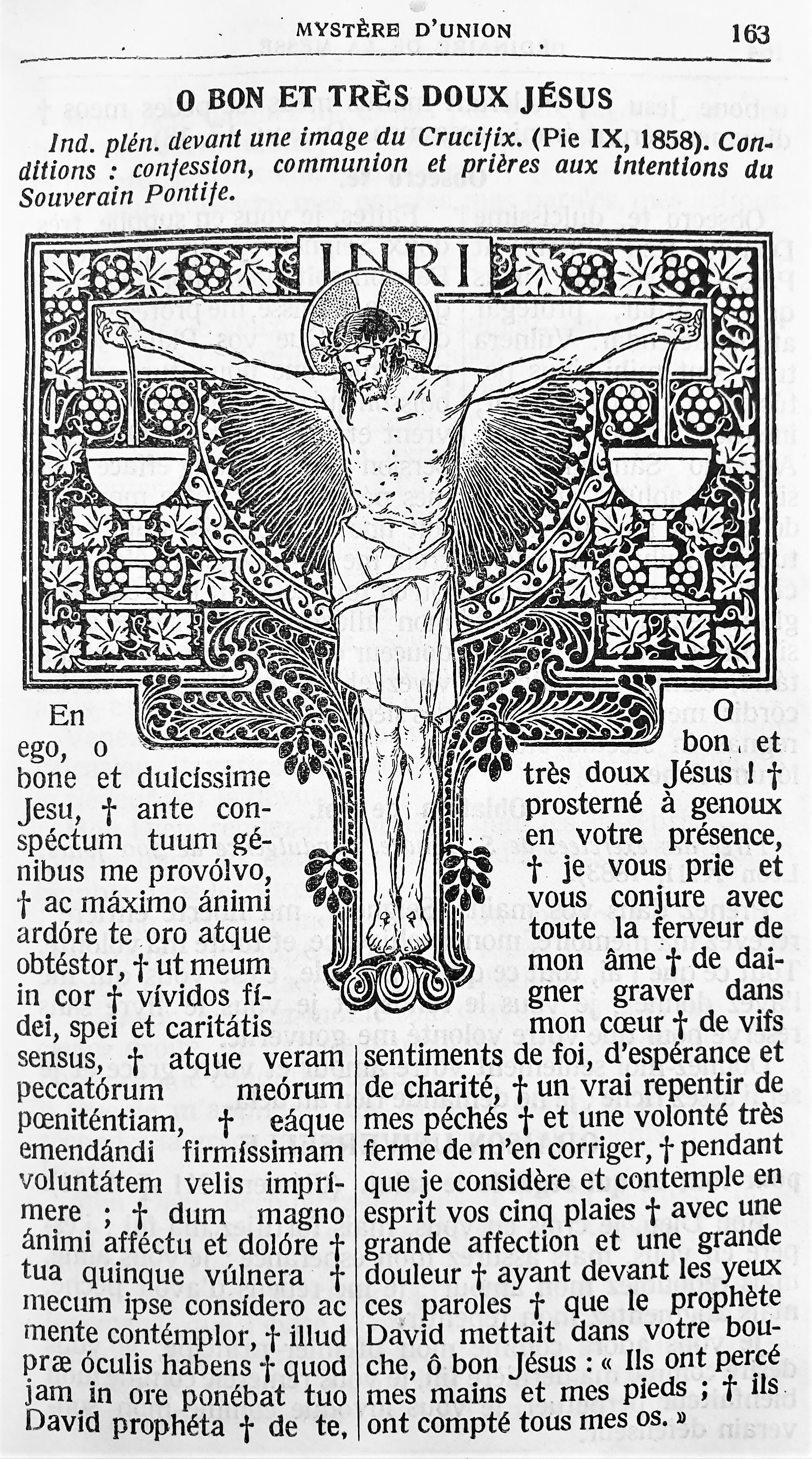
Page 163
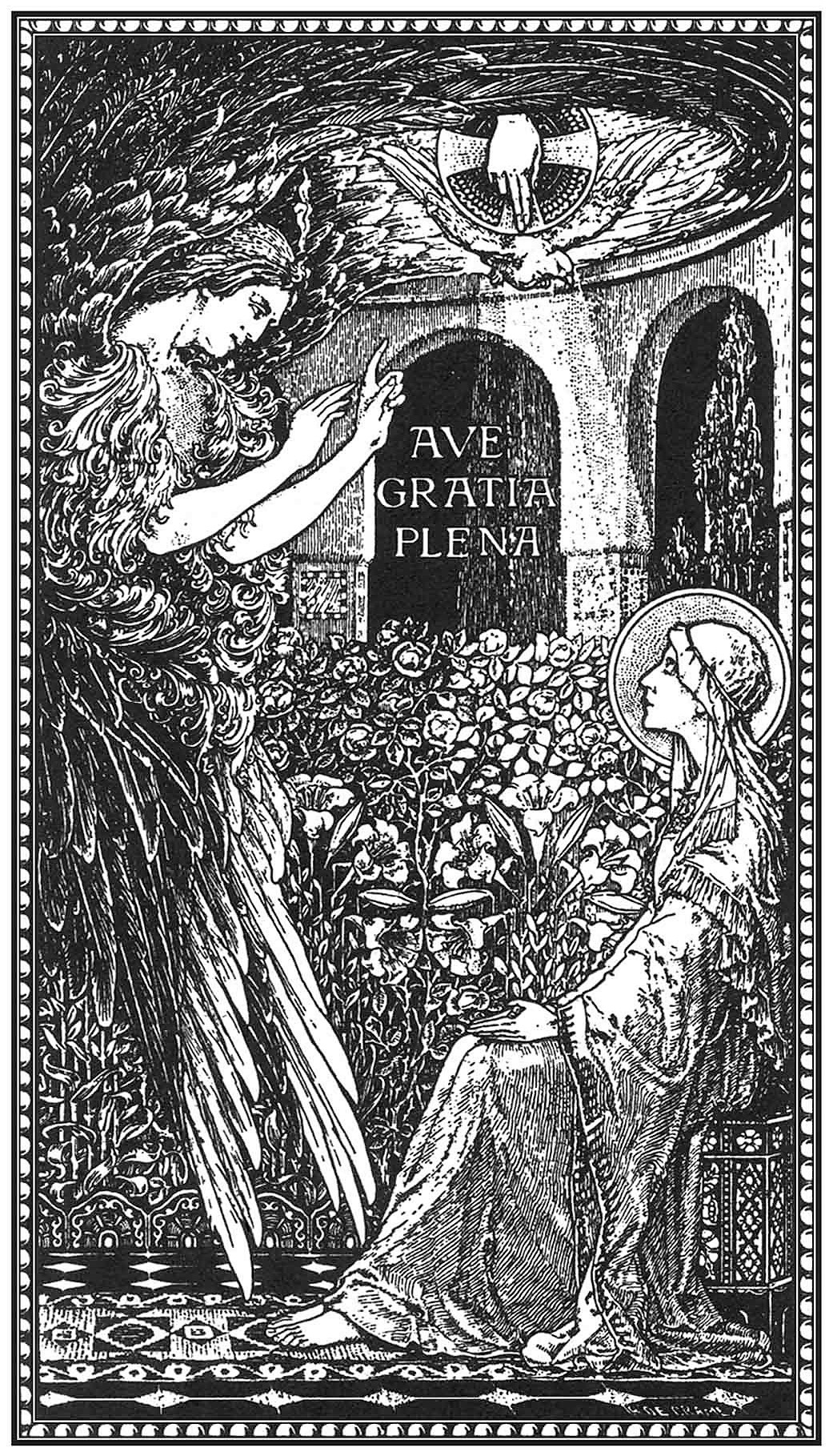
Illustration de l'Annonciation
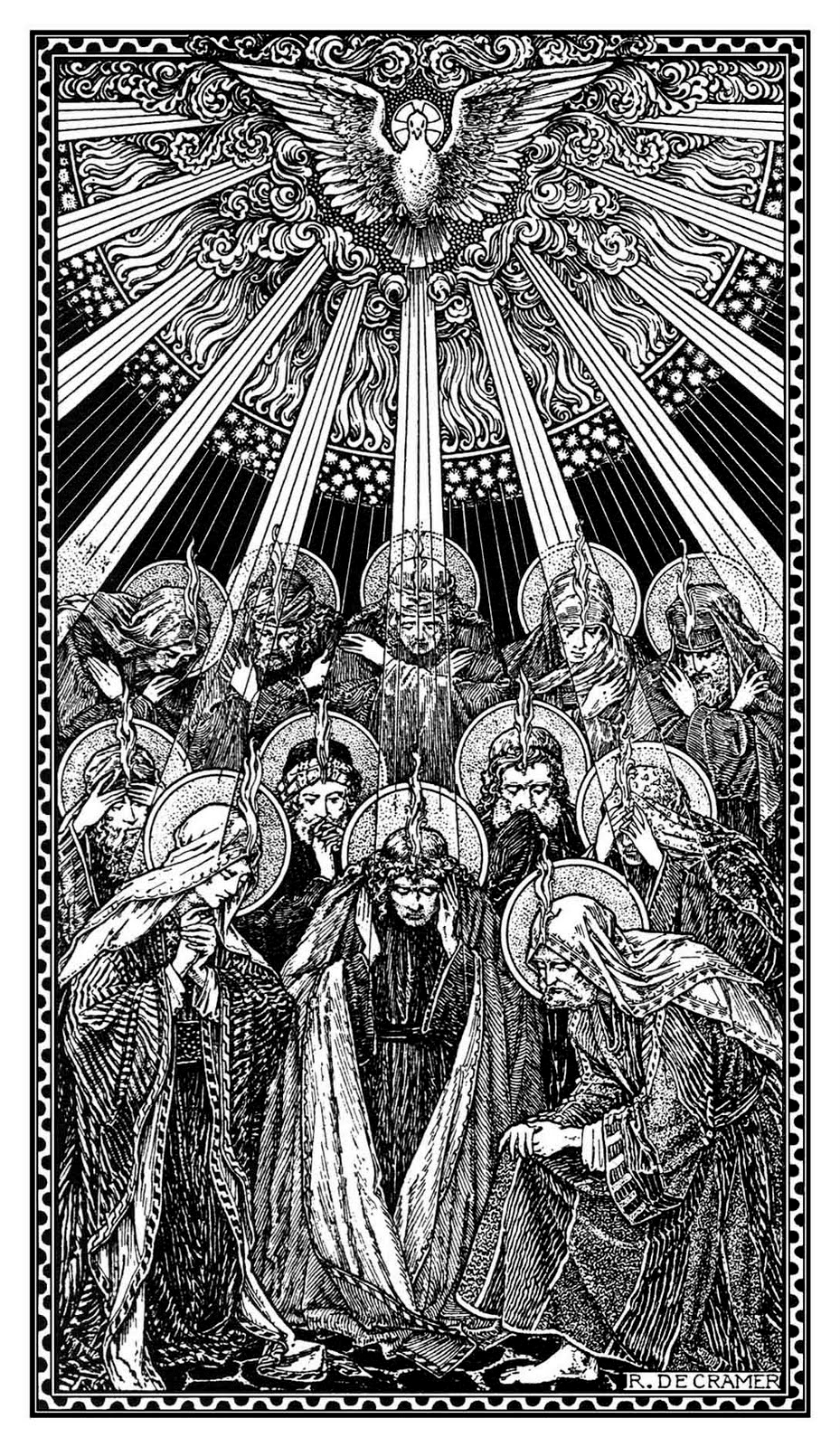
Illustration de la Pentecôte
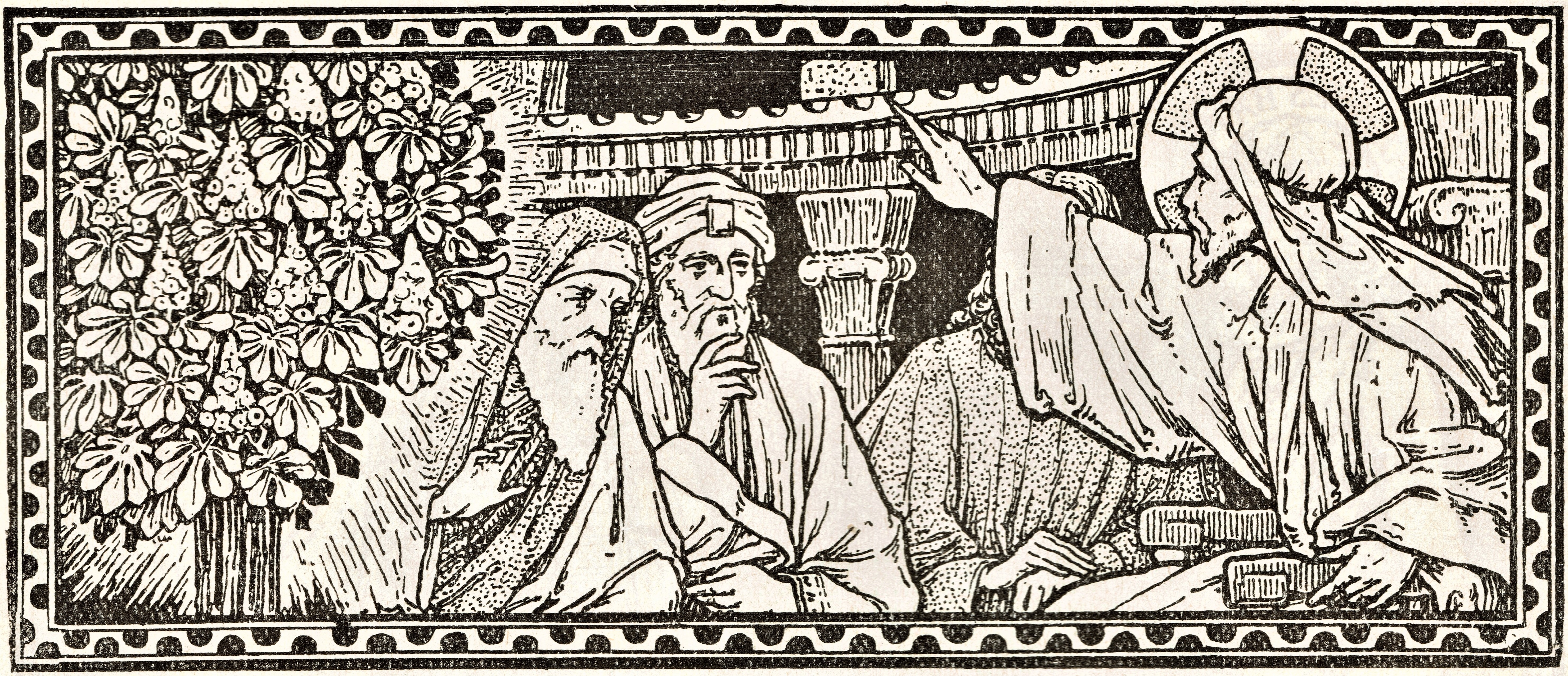
Illustration du 1er dimanche de l'avent

La première édition du Missel est de 70 000 exemplaires. Les réimpressions sont faites à 250 000 exemplaires chacune. Entre 1921 et 1937, l'Apostolat liturgique vend près de 2 millions de missels. Les ventes continuent fortement au cours des années suivantes, atteignant un total de plus de 4 millions d'exemplaires, jusqu'à ce que le Concile Vatican II y mette fin au début des années 1960 avec la réforme de la liturgie.
Ce Missel Quotidien et Vespéral peut être considéré comme un des livres les plus importants de la vie de l’Église catholique dans la première moitié du XXe siècle, de par son succès fulgurant, durable (plus de 80 éditions) et international (anglais, espagnol, polonais, italien, portugais).
Il publie également d'autres missels et d'autres ouvrages en rapport avec la liturgie. Ainsi naissent, par exemple, un missel pour enfants (1928), un missel des jeunes (1922) et une revue liturgique qui promeut l'usage de la langue vernaculaire dans la liturgie et la participation des fidèles à l'action liturgique.

### Fondation desFilles de l’Églisedu béguinage de Bruges

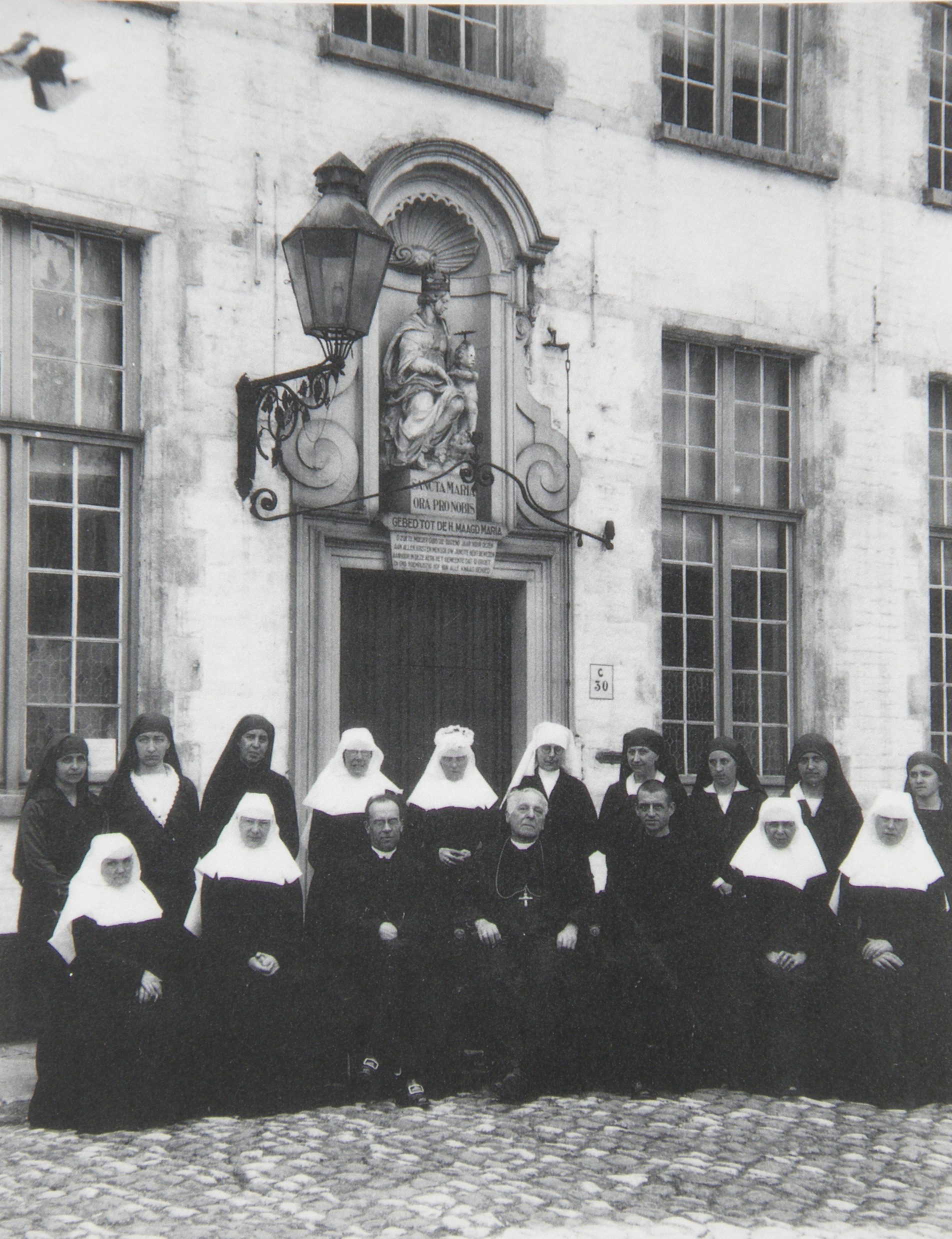
Réunion en 1926 des béguines de Bruges et des Filles de saint Benoît de Nîmes, rassemblées autour de trois prélats (de gauche à droite, Rodolphe Hoornaert, un prélat britannique, et Dom Gaspar Lefebvre)

En 1926, Dom Gaspar Lefebvre fonde les Filles de Saint Benoît dans le diocèse de Nîmes. Lefebvre a l’intention de former les recrues de cette congrégation à devenir des auxiliaires de la spiritualité dans les paroisses. Pur produit des idées qui ont cours dans l’abbaye Saint-André, les Filles de saint Benoît doivent mener une vie contemplative, mais sont aussi investies d’une mission pastorale et missionnaire, plus précisément l’apostolat liturgique. Elles ne sont cependant pas de véritables moniales, car elles n'ont pas fait de vœux solennels et ne vivent pas en recluses.
Dom Lefebvre veut les constituer en deux branches, les membres internes, qui doivent mener la vie d’un couvent bénédictin, lire le bréviaire et accomplir un travail spirituel, et des sœurs ordinaires, qui récitent le rosaire et effectuent un travail manuel domestique, en plus des oblates, qui restent chez elles et sont mises à contribution pour le travail pastoral dans les paroisses. L’apostolat liturgique se manifestent concrètement par l’organisation de cours de musique et de chant, la mise en place de cercles de couture et d’ateliers d’art liturgique, l’enseignement des prières, etc...
Faisant face à des difficultés financières et ayant besoin de locaux pour ces activités, il peine à développer les Filles de Saint-Benoit.
Il entre en contact avec Rodolphe Hoornaert, recteur du béguinage de Bruges, qui cherche un nouveau souffle pour sa communauté béguine mourante. Ils décident d'unir leurs forces. En juin 1927, le groupe de Nîmes arrive à Bruges, tandis que, dans le même temps, Hoornaert admet sept nouvelles recrues. Quatre Filles de saint Benoît, établies en dehors de Nîmes, viennent encore renforcer le groupe, fort à présent de seize sœurs. La grande-maîtresse du béguinage et les béguines restantes prennent le scapulaire monastique, devenant ainsi des religieuses conventuelles. La coiffe blanche et l’habit des béguines sont cependant maintenus, pour signaler leur rattachement à une tradition séculaire. En novembre 1927, le "Monastère de la Vigne - Les Filles de l'Eglise" installé dans l'ancien béguinage de Bruges est fondé. La jeune congrégation adopte la règle de Saint-Benoît.
Cependant un désaccord apparaît rapidement entre Hoornaert et Dom Lefebvre quant à l'’avenir de la congrégation. Hoornaert, influencé par le mysticisme, attache un grand prix à l’aspect contemplatif ; dom Gaspar en revanche a principalement en vue pour ses Filles de Saint-Benoît l’apostolat liturgique et entend poursuivre ce travail avec les Filles de l’Église. La querelle s’exacerbe suffisamment pour que dom Gaspar, qui se plaint de l’autoritarisme de Hoornaert, demande en juin 1929 de pouvoir se retirer de la fondation — « ce n’est plus mon œuvre », déplore-t-il. Un groupe de religieuses issus des Filles de Saint Benoit quitte également la communauté. Néanmoins, des liens étroits sont maintenus entre l'abbaye de Saint André et le monastère de la Vigne.
En 1949, la congrégation est approuvée par le Vatican comme congrégation de droit diocésain.

## Missels

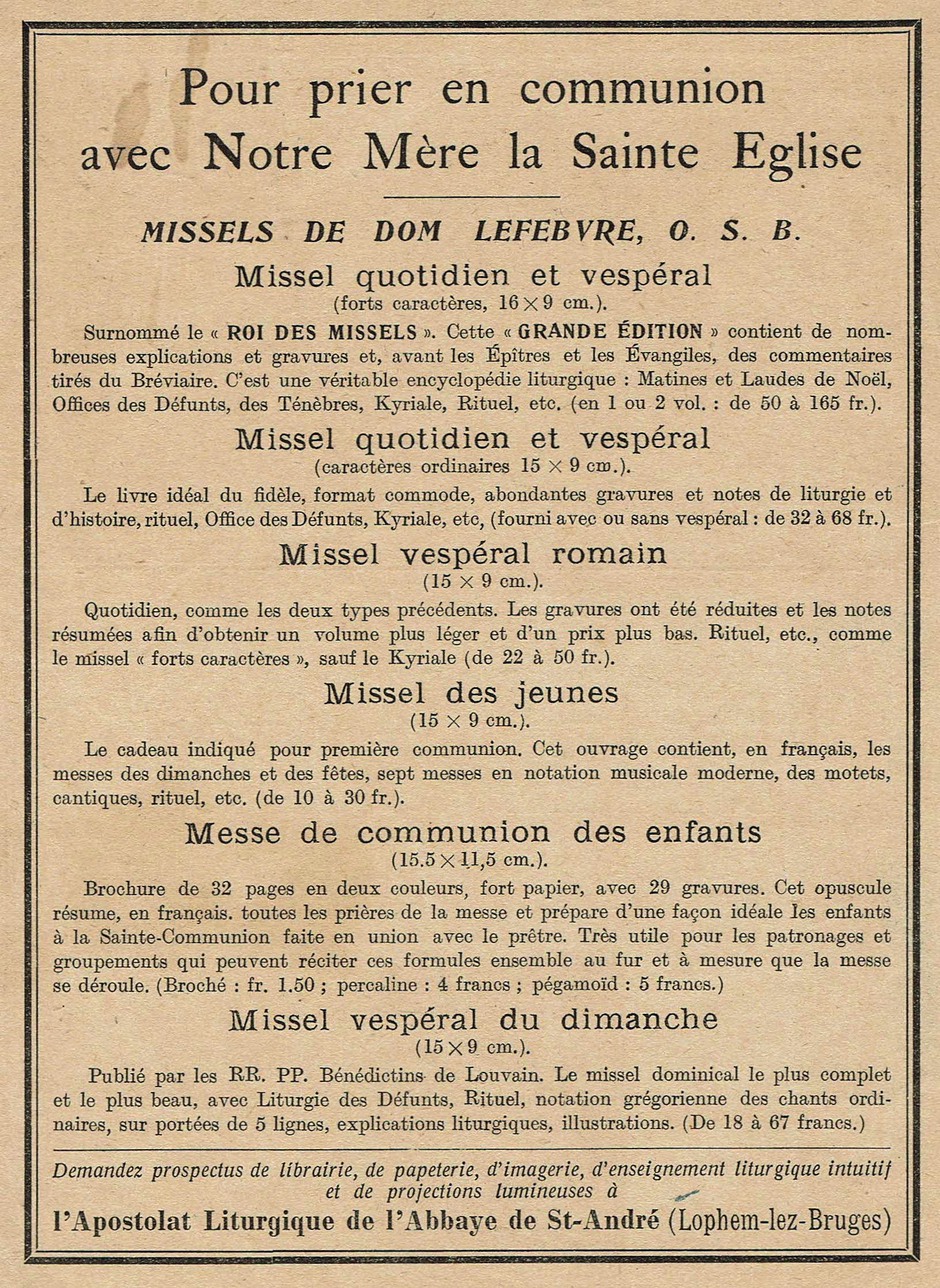
Liste des Missels de Dom Gaspar Lefebvre en 1925, page publicitaire d'un livret édité par l'Abbaye de Saint André

Dom Gaspar a publié de nombreux missels :
- Missel Quotidien et Vespéral Romain, 1920.
  - Édition anglaise, 1924.
  - Édition espagnole, 1927.
  - Édition polonaise, 1932.
  - Édition italienne, 1936.
  - Édition portugaise, 1937.
- Missel des Jeunes, 1922.
- Missel quotidien pour enfants, 1928.
- Missel de la Jeunesse Catholique, 1931.
- Missel pour les scouts, 1931.
- Missel des Vacances, 1939.
- Missel de Route pour les soldats, voyageurs et scouts, 1940.
- Missel Vespéral Romain Quotidien, 1946. Il inclut une messe dialoguée en français entre un laïc et l'assemblée, parallèle à celle du prêtre[13].

Bien que située en région flamande, l'abbaye Saint André n'a jamais publié de missel en néerlandais. En effet, les moines de l'abbaye d'Affligem avaient déjà publié en 1915 la première édition de leur "Volksmisboek en Vesperale" (treizième et dernière édition en 1965), et une publication en néerlandais aurait été considérée comme une concurrence directe.

## Autres publications
Liste de ses autres publications : 
- Le catéchisme liturgique, 1914[15].
- Le cycle liturgique, temporal et sanctoral, 1915[16].
- Liturgia, ses principes fondamentaux, 1920 (sixième édition in 1946), édition anglaise en 1924 [lire en ligne].
- La Messe, centre de notre vie spirituelle, 1926[17].
- Explication de la sainte messe, Monsieur le curé explique la messe à trois enfants de chœur, 1929[18]
- Un grand moine et apôtre au XXe siècle. Son Excellence révérendissime Dom. Gérard van Caloen, O.S.B., évêque titulaire de Phocée, restaurateur de la Congrégation brésilienne et fondateur de l'Abbaye de Saint-André, in: Bulletin des Missions, XII, 1932, hors série.
- Méditations liturgiques illustrées, Le Sanctoral, Tome 1[19] et 2[20], 1932
- A nos mères, 1938[21]. Ecrit en collaboration avec le chanoine Paul Lieutier (1885- v.1958), Roger Beaussart, Pierre Rivière. Préface de Jean Verdier.
- Le Christ, vie de l'Eglise. Quatorze instructions en forme de retraite, Bruges, 1949.
- Restauration de la congrégation bénédictine du Brésil, 1952.
- L'esprit de Dieu dans la Sainte Liturgie, Collection Je sais, Je crois, Dixième partie : L'Église dans sa liturgie et dans ses rites, Paris, 1958.
- Notre participation au drame de la Rédemption par la Liturgie, 1958.

## Source
- (nl) Cet article est partiellement ou en totalité issu de l’article de Wikipédia en néerlandais intitulé « Gaspar Lefébvre » (voir la liste des auteurs).